# 布鲁斯 (塞尔维亚)
布魯斯 是塞爾維亞的城鎮，由拉辛那州負責管轄，位於該國南部，距離首都貝爾格萊德約250公里，面積606平方公里，海拔高度829米，2011年人口4,572。

## 历史
从1929年到1941年，布鲁斯是南斯拉夫王国摩拉瓦河省（Моравска бановина）的一部分。

## 姐妹城市
- 北马其顿贝罗沃

## 外部連結
- Official site - www.opstinabrus.org.yu
- Orthodox Church in Brus